# Breakfast at Tiffany's: Music from the Motion Picture
Breakfast at Tiffany's: Music from the Motion Picture é a trilha sonora do filme Breakfast at Tiffany's, de 1961, estrelado por Audrey Hepburn. As faixas foram rearranjadas em partes da música cinematográfica composta e dirigida por Henry Mancini. Na 34ª edição do Óscar Mancini e o letrista Johnny Mercer ganharam um estatueta do Óscar de melhor canção original por "Moon River", enquanto Mancini ganhou uma segunda estatueta por melhor trilha aonora. O álbum também ficou nas paradas de álbuns da Billboard por mais de noventa semanas.

## Antecedentes
Por causa de seu sucesso com temas de título, o tema de sucesso do programa de TV Peter Gunn, Henry Mancini foi convidado pelo diretor Blake Edwards para compor a trilha sonora de Breakfast at Tiffany’s, uma trilha sonora de jazz sinfônico. Protegido da lenda do jazz Glenn Miller, ele criou a trilha vencedora do Oscar de The Glenn Miller Story. Depois de uma exibição prévia do filme, um executivo da Paramount Pictures estava convencido de que a música "Moon River" era um peso morto no filme e que deveria ser cortada. Ao saber disso, Hepburn respondeu: "Sobre o meu cadáver." Esta resposta foi provavelmente devido ao relacionamento amigável que ela teve com Mancini. Após a insistência de que a música permanecer no filme não foi cortado e passou a ser um sucesso.

## Colaborações
Blake Edwards e Henry Mancini conheceram a esposa de Mancini que Edwards conhecia havia vários anos. Após a conexão, eles decidiram colaborar no programa de televisão Peter Gunn, para o qual Mancini criou o tema do título. Quando Edwards soube que ele estaria dirigindo Breakfast at Tiffany's, ele escolheu Mancini como seu parceiro. Ambas as vezes sua parceria marcou ouro, e passou a trabalhar juntos em outros quatro filmes juntos. Todo o crédito pela música "Moon River" não pode ser dado a Mancini, já que Johnny Mercer forneceu a letra da música. O par de artistas também teve um bom relacionamento, o que resultou na criação dessa música. Depois que Mancini tocou a melodia para Mercer, ele ofereceu três variações diferentes de letras e os dois decidiram em uma combinação final.
Mancini acreditava que a gravação de Hepburn era a melhor. Ele é citado dizendo: "Moon River foi escrito para ela. Ninguém mais entendeu isso completamente. Houve mais de mil versões de "Moon River", mas a dela é inquestionavelmente a maior." Mancini tinha completa adoração e respeito por Audrey Hepburn e o sentimento era mútuo; depois de ver o filme Audrey escreveu uma carta para Mancini dizendo: "Sua música nos levantou e nos fez voar. Tudo o que não podemos dizer com palavras ou mostrar com ação que você expressou para nós. Você fez isso com tanta imaginação, diversão e beleza. Você é o mais famoso dos gatos - e o mais sensível dos compositores!"

## Informações do álbum
O álbum inclui doze composições originais que podem ser apreciadas por conta própria, mas também contribuem para o clima das cenas e enredo do filme. A música-título "Moon River" serve como um identificador e uma música tema não oficial para o filme. É apresentado no início e no final do filme, o que aumenta a impressão duradoura de que ele sai. Também aumenta a personalidade da personagem Holly Golightly, interpretado por Audrey Hepburn. Ela canta a música no filme e as letras adicionam à força e humildade de seu personagem. Ela expressa sua dor pela perda de seu irmão e seu desejo de estar segura novamente. Serve como a expressão da natureza sensível de Holly Golightly e da perda que ela experimentou. Outra música que é descritiva de um personagem no filme é "Mr. Yunioshi". O personagem é interpretado por Mickey Rooney, e a música representa sua natureza excêntrica. Além da caracterização, várias das músicas são feitas para ressaltar o clima das cenas em que são usadas. Por exemplo, a música "The Big Blow Out" é usada na cena em que Holly faz uma festa maluca em sua minúsculo apartamento na cidade de Nova York. Ele apresenta um ritmo acelerado e solos de trompete que refletem os muitos convidados abarrotados e bêbados, bem como o clima festivo da cena. Não só este álbum foi bem sucedido quando foi lançado em 1962, como ainda hoje é popular. A trilha sonora foi relançada na França em 2007, na Grécia em 2008, nas Filipinas em 2009 e no Reino Unido em janeiro de 2011.

## Lista de faixas
| Todas as canções são composta por Henry Mancini |                            |                |         |  |
| N.º                                             | Título                     | Compositor(es) | Duração |  |
| 1.                                              | "Moon River"               | Mancini        | 2:41    |  |
| 2.                                              | "Something For Cat"        | Mancini        | 3:07    |  |
| 3.                                              | "Sally's Tomato"           | Mancini        | 3:05    |  |
| 4.                                              | "Mr. Yunioshi"             | Mancini        | 2:29    |  |
| 5.                                              | "The Big Blow Out"         | Mancini        | 2:26    |  |
| 6.                                              | "Hub Caps And Tail Lights" | Mancini        | 2:24    |  |
| 7.                                              | "Breakfast At Tiffany's"   | Mancini        | 2:45    |  |
| 8.                                              | "Latin Golightly"          | Mancini        | 2:57    |  |
| 9.                                              | "Holly"                    | Mancini        | 3:18    |  |
| 10.                                             | "Loose Caboose"            | Mancini        | 3:08    |  |
| 11.                                             | "The Big Heist"            | Mancini        | 3:07    |  |
| 12.                                             | "Moon River Cha Cha"       | Mancini Mercer | 2:35    |  |

## Créditos
- Acordeão – Carl Fortina
- Baixo – Red Mitchell
- Refrão – RCA Victor Chorus
- Bateria – Larry Bunker, Milt Holland, Ralph Collier, Shelly Manne
- Guitarra – Al Hendrickson, Bob Bain, Laurindo Almeida
- Harmônica – Toots Thielemans
- Órgão – Victor Piemonte
- Piano – Jimmy Rowles
- Percussão - Lou Singer
- Palhetas – Gene Cipriano, Justin Gordon, Ronald Langinger, Wilbur Schwartz
- Trombone – Dick Nash, George Roberts, Jimmy Priddy, John Halliburton, Karl De Karske
- Trombeta – Frank Beach, Joe Triscari, Pete Candoli, Ray Triscari
- Vibrafone – Larry Bunker
- Acompanhado por – Henry Mancini e sua orquestra
- Vocais, violão – Audrey Hepburn

## Posições nas paradas
| Tabela musical (1962)                          | Melhor posição |
| ---------------------------------------------- | -------------- |
| Billboard Pop Albums (Billboard 200) (estéreo) | 1              |